# Lonely Mountains: Downhill
『Lonely Mountains: Downhill』は、ドイツのインディーゲームスタジオMegagon Industriesが開発しThunderfulより発売されたゲームソフト。マウンテンバイクで山を駆け降りるエクストリームスポーツのダウンヒルを題材としている。

## システム
舞台となる山は複数あり、それぞれに4つのトレイル（山道、コース）が含まれている。初期段階で選択できるトレイルは限られており、各トレイルに設定されている特別な条件「チャレンジ」を達成することで新たなトレイルや各種カスタマイズ要素がアンロックされる。走行中の視点は俯瞰視点で表現されている。
トレイルにはゴール地点までの経路が設定されているが、必ずしもこれに従う必要はなく、ショートカット地点を見つけていかにゴール到達までのタイムを縮めるかが本作の重要な点となる。トレイルの各所にはチェックポイントがあり、障害物への衝突や高所からの落下でクラッシュした際にはチェックポイントから再開される。一方、各トレイルの途中には「休憩所」が1か所隠されており、タイムアタックとは別にこれを発見するために散策するというプレイスタイルもある。
ゲームを進める中で手に入るパーツを一定数集めることで、新たな種類の自転車を追加できるようになる。それぞれの自転車には、ステータスとしてフレームの「安定性」「俊敏性」、サスペンションの「スプリント」「衝撃吸収」、ホイールの「加速度」「グリップ」の合計6つが設定されている。

## 開発
本作はダウンヒルのゲームだが、Megagon Industriesの開発チームはダウンヒルの熱心なファンだったわけではない。開発者のJan Bubenikは自身の自転車通勤やFeatherweight Games開発のスキーゲーム『Skiing Yeti Mountain』からインスピレーションを獲得し、一方、もう一人の開発者のDaniel Helbigは山を舞台としたレースゲームのアイデアを思いつき、これらが結びついた。
本作のグラフィックはローポリで描かれているが、この理由の一つには、見た目をシンプルにすることでプレイヤーが覚える必要のある要素を少なくし、ランドマークやトレイルを記憶に残りやすくするという意図がある。また、ローポリを採用するにあたり影響を受けた作品として、イラストレーターのTimothy J. Reynoldsによるアート作品やトゥームレイダーシリーズのゲーム『Lara Croft GO』、山を舞台とするパズルゲーム『Monument Valley』を挙げている。
開発する中で自転車に働く物理法則への対応の難しさに直面し、試行錯誤が繰り返された。慣性、抗力、重力、地面の摩擦などを物理演算エンジンでシミュレートしたところ、自転車の動きが納得のいくものにならなかったため、自転車の横方向のバランスやホイールのサスペンションの影響に関するデータに手を加え、さらにアニメーションやサウンドに工夫を凝らして補助することで、最終的には説得力のある印象となった。また、自転車の衝突時の対応として、衝突検出のために自転車と一緒に移動するいくつかの剛体を組み合わせ、衝突時にライダーの物理エンジンがラグドール物理に移行するようにした。
プロトタイプの制作時期は2015年の夏で、SNS上でゲーム画像を公開したところ非常に大きな反響があった。開発を続ける中で2017年には貯金を使い果たしてしまったが、メディア支援機関のMedienboard Berlin-Brandenburgより助成金が支給され、また、2017年10月17日から11月16日の期間に行われたKickstarterキャンペーンで成功を収めたことで、フルタイムでのゲーム開発を続けることができた。その後、ゲームの規模拡大により小さなチームでの対応が難しくなったことからThunderfulと提携し、Thunderfulはコンソール版の発売やマーケティングを担った。

## 受賞
- Deutscher Entwicklerpreis（ドイツ語版） 2019 「Bestes Indie Game（最優秀インディーゲーム）」受賞、「Bestes Spiel（最優秀ゲーム）」「Bestes Game Design（最優秀ゲームデザイン）」「Beste Grafik（最優秀グラフィック）」「Innovationspreis– Sonderpreis der Stadt Köln（イノベーション賞 - ケルン市特別賞）」ノミネート[4][5]
- IGF Award 2020 「Excellence in Design」ノミネート、「Seumas McNally Grand Prize」「Excellence in Audio」佳作[6]
- Deutscher Computerspielpreis（ドイツ語版） 2020 「Beste Innovation und Technologie（最優秀イノベーション&テクノロジー）」受賞、「Nachwuchspreise – Bestes Debüt（ヤングタレント賞 - 最優秀デビュー）」ノミネート[7][8]